# Wetterburg (Burganlage)
Die Wetterburg ist die Ruine einer Spornburg auf 225 m ü. NHN im Ortsteil Wetterburg der Stadt Bad Arolsen im nordhessischen Landkreis Waldeck-Frankenberg. Sie liegt am nördlichen Ortsende von Wetterburg, circa 300 Meter nordnordwestlich des Twistesee-Staudamms, der zwischen 1973 und 1978 errichtet wurde.

## Geschichte
Graf Heinrich IV. von Waldeck ließ die Burg im Jahre 1306 auf einem Felssporn zwischen Aar und Twiste errichten. Der Bau war seine Reaktion darauf, dass im Jahre 1304 Volkmarsen und die Kugelsburg an den Erzbischof von Köln, Heinrich II. von Virneburg, verpfändet worden waren. Der Erzbischof wiederum fühlte sich durch den Bau der Burg provoziert. Es kam zu einem Gerichtsverfahren und anschließend noch einmal zu einem Schiedsverfahren. Am 15. August 1325 einigte man sich darauf, dem Kölner Erzbischof die Hälfte der Wetterburg als Besitz zuzusprechen. Beide Seiten durften sich bei einer Auseinandersetzung gegeneinander nicht der Burg bedienen. Ein Teil der Burg wurde Köln 1327 übergeben. Bei einem weiteren Streit 1346 wurde diese Lösung bekräftigt. Der gemeinsame Besitz dauerte bis 1454. Danach kam es zu zahlreichen Besitzwechseln, so z. B. 1510, als die Grafen Philipp II. und sein Sohn Philipp III. dem Landsassen Friedrich von Twiste und dessen Ehefrau Else ihren Teil der Wetterburg mit allem Zubehör, dem Dorf Külte, den Höfen Büllinghausen und Odelbecke etc. für 800 rheinische Goldgulden wiederkäuflich verkauften.
Götz von Berlichingen lauerte dem Grafen Philipp II. von Waldeck im März 1516 vor der Burg auf und entführte ihn gegen Lösegeld; das führte 1518 zu seiner zweiten Ächtung.
Ein Stich von Wilhelm Dilich aus dem Jahre 1605 stellt die Burg mit zwei fast gleich großen Wohngebäuden dar. Die Burg verfiel im 17. Jahrhundert und wurde schließlich als Steinbruch genutzt. Sie soll bereits im Dreißigjährigen Krieg nur noch eine Ruine gewesen sein. Der Torturm stürzte im Jahre 1801 ein und wurde danach abgetragen.

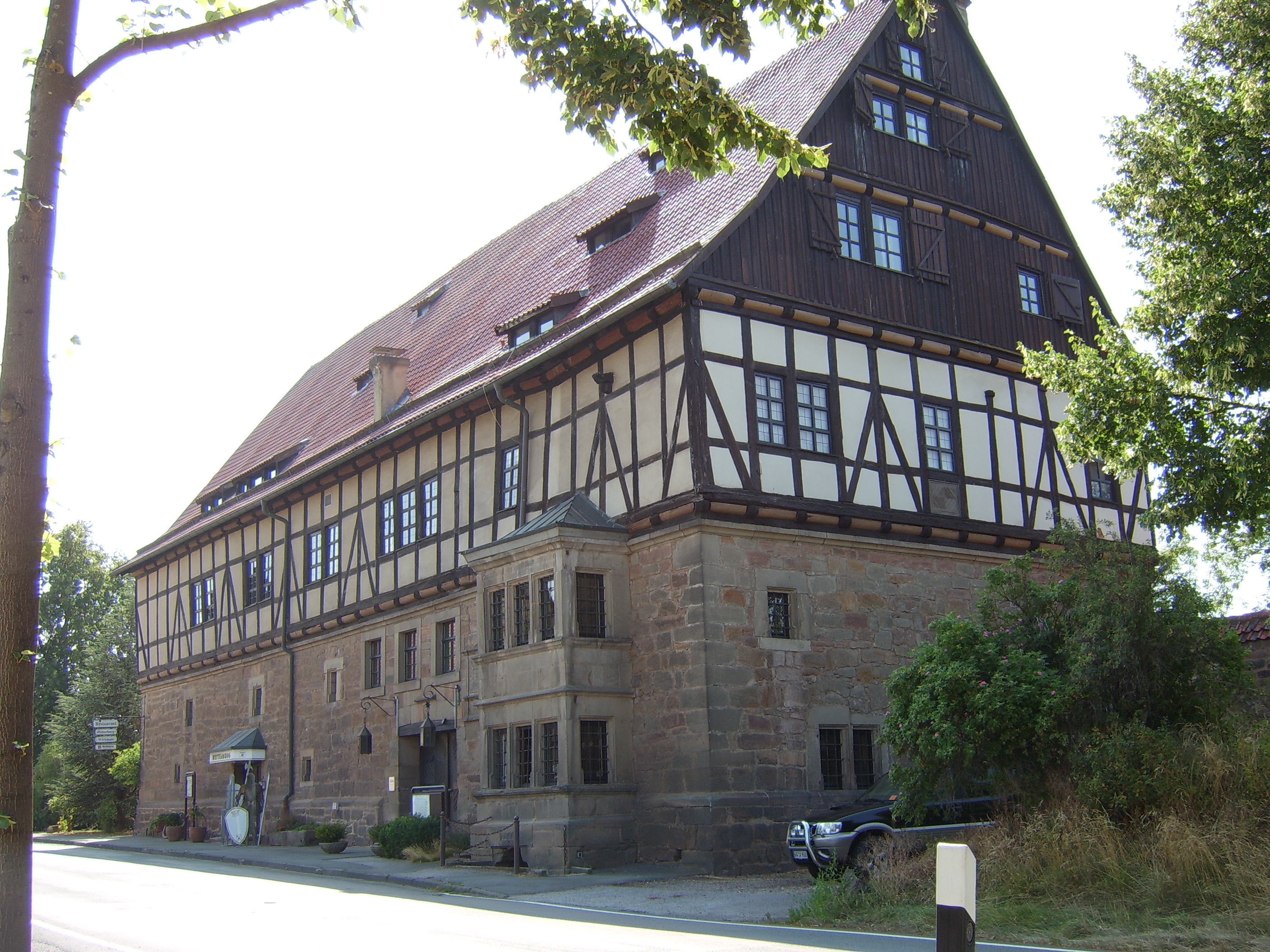
Die ehemalige Vorburg der Wetterburg heute

Ludwig Bechstein berichtete im 19. Jahrhundert, laut einer Sage spuke auf der Burg „ein Geist in Gestalt einer Branntweinstonne“.
Um die Vorburg, einen 1576 errichteten und nach einem Brand 1669 erneuerten Steinbau mit Erker und Obergeschoss in Fachwerk, bildete sich die Ortschaft Wetterburg als ehemalige Burgfreiheit. Von 1977 bis 1984 restaurierte die Denkmalpflegerin Tamara Leszner das Gebäude mit traditionellen Handwerkstechniken und rettete es vor dem völligen Verfall. 2012 wurden bei einer Sanierung Teile des Fachwerks erneuert. Im September 2016 und 2020 führte die Fachwerkstatt Drücker&Schnitger aus Rietberg weitere Sanierungen an Fachwerk und Dach aus. Im Gebäude befinden sich Schulungsräume der Firma HEWI und ein Gastronomiebetrieb sowie eine Ferienwohnung im 2. Obergeschoss.